# Henry d'Avaugour
Henry d'Avaugour , né en 1374, mort en novembre 1446 à  l'abbaye de Noirlac, est un prélat français du XVe siècle. Il est issu de la famille d'Avaugour, seigneurs du Parc.

## Biographie
Pour l'historiographe Alphonse-Victor Angot, Il semble être de la famille de Guillaume d'Avaugour et de la branche du Parc. Il est peut-être selon lui celui qui fut en compétition pour la cure d'Ahuillé en 1405. 
En 1408, il était à l'université d'Angers. Il fut doyen de Saint-Jean-Baptiste et chanoine honoraire de Saint-Maurice d'Angers en 1413. On lui donne aussi le titre de chanoine et comte de Lyon et de doyen de Saint-Martin de Tours, 1419. 
Nommé à l'archevêché de Bourges, par l'influence de Guillaume d'Avaugour, son parent, en 1421, il fut sacré à Saumur par Hardouin de Bueil. Henri d'Avaugour est archevêque de Bourges de 1421 à 1446. Il baptise dans la cathédrale Saint-Étienne de Bourges en 1423 le futur roi Louis XI, né à Bourges. II confirme, en qualité de primat, Guillaume de Charpaignes, élu évêque de Poitiers, Pierre de Bourdeaux n'ayant pas voulu s'en mêler. 
Il assista au concile de Bâle. 
Atteint de la lèpre il abdique en 1446 pour se retirer au monastère de Noirlac, où il meurt quelques mois après. L'abbé Angot suppose qu'il vend la seigneurie de l’Otagerie, en Colombier, à Baudouin de Tucé en 1443.